# Samba Gold

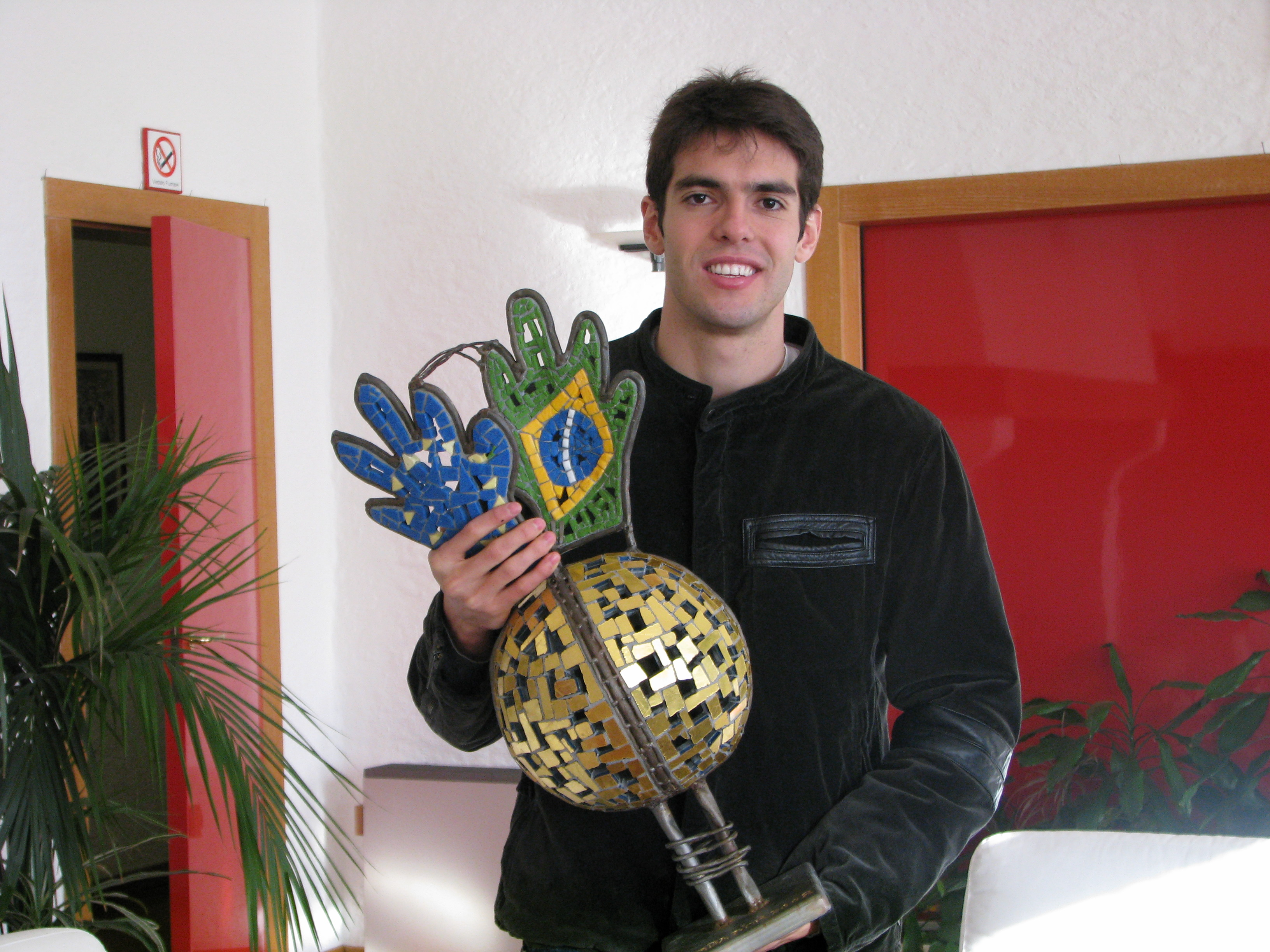
Кака з нагородою у 2008 році.

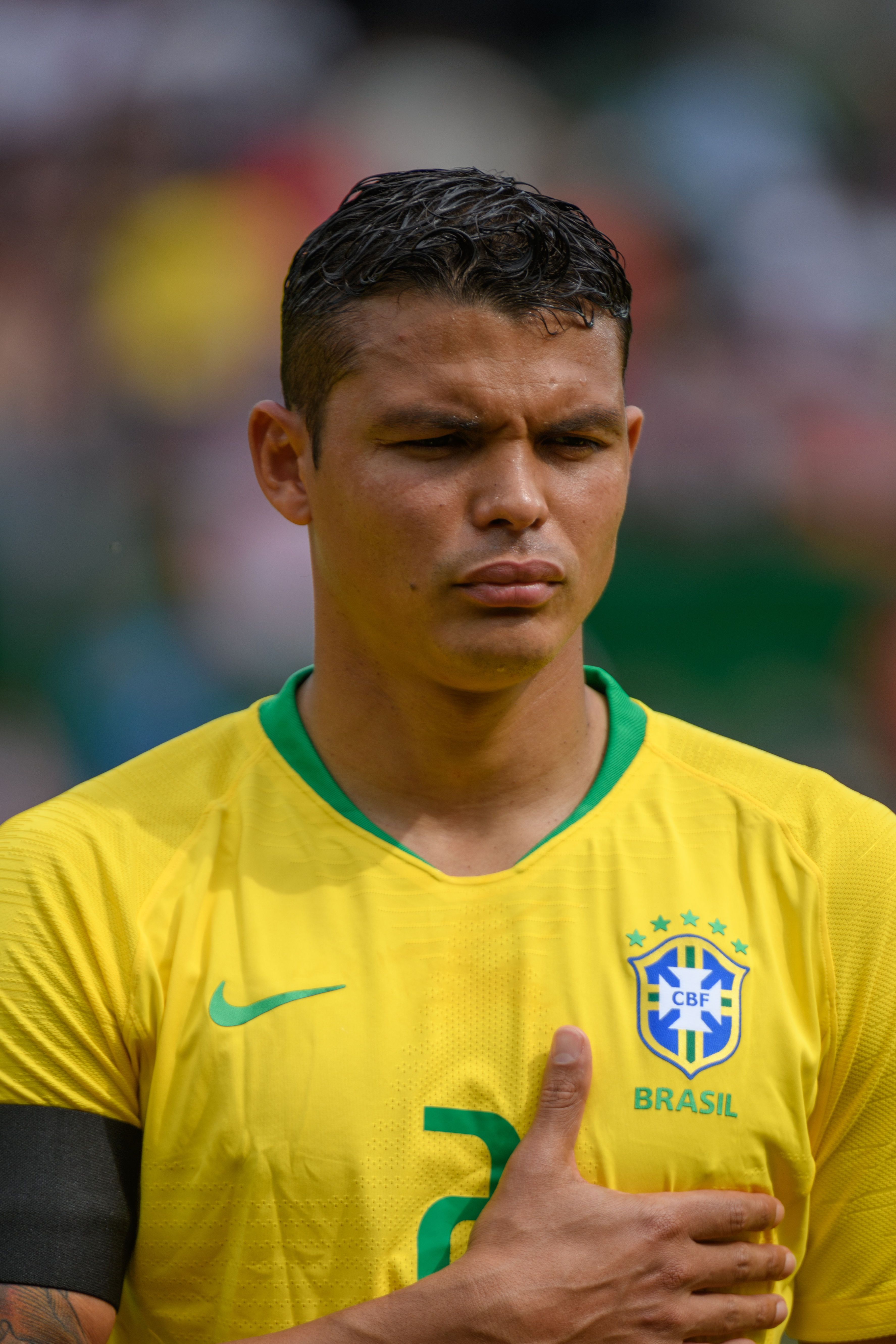
Тіагу Сілва — перший футболіст який отримав Samba Gold три рази підряд.

Samba Gold (порт. Samba de Ouro) — нагорода, яка щороку вручається найкращому бразильському футболісту в європейських чемпіонатах компанією Sambafoot. Нагорода вручається починаючи з 2008 року. Голосувати можуть журналісти, бразильські футболісти і інтернет користувачі на сайті компанії. Першим володарем нагороди був Кака. Чинним володарем нагороди є Неймар з «ПСЖ».

## Історія нагороди
- Вперше нагороду вручили в 2008 році півзахиснику «Мілана» — Кака. Голосування проходило з 1 по 30 грудня. Кака набрав 25.03 % голосів. Робінью і Луїс Фабіано зайняли 2 і 3 місця відповідно[1].
- В 2009 Луїс Фабіано і Кака помінялися місцями, а друге місце зайняв воротар «Інтер» Жуліо Сезар[2].
- 2010 року нагороду отримав захисник міланського «Інтера» Майкон, хоча за нього віддали лише 12.60 % голосів[3].
- 2011 році нагороду отримав Тіагу Сілва, який випередив Дані Алвеса всього на 0.77[4].
- 2012 і 2013 року Samba Gold знову вигравав Тіагу Сілва. Він став першим і поки що єдиним, хто вигравав цю нагороду три рази підряд, а також першим хто отримував її тричі[5].
- В 2014 і 2015 Неймар зміг також взяти нагороду двічі підряд, але не тричі, як це було з Тіагу Сілвою[6]
- В 2016 вперше став найкращим бразильцем у Європі хавбек «Ліверпуля» Філіппе Коутінью[7].
- В 2017 році втретє нагороду отримав Неймар повторивши рекорд свого одноклубника Тіагу Сілви. Можливо, що його перехід у команду до рекордсмена і посприяв повторенню одного з рекордів захисника[8].
- В 2018 нагороду отримав нападник Роберто Фірміно[9][10].
- В 2019 нагороду отримав воротар Аліссон[11]

## Переможці
| Рік  | Перше місце      | Клуб      | Голоси  | Друге місце      | Клуб            | Голоси  | Третє місце  | Клуб        | Голоси  | Четверте місце   | Клуб        | Голоси  | П'яте місце     | Клуб        | Голоси |
| ---- | ---------------- | --------- | ------- | ---------------- | --------------- | ------- | ------------ | ----------- | ------- | ---------------- | ----------- | ------- | --------------- | ----------- | ------ |
| 2008 | Кака             | Мілан     | 25.03 % | Робінью          | Манчестер Сіті  | 14.34 % | Луїс Фабіано | Севілья     | 13.65 % | Роналдінью       | Мілан       | 6.77 %  | Дані Алвес      | Барселона   | 6.11 % |
| 2009 | Луїс Фабіано     | Севілья   | 20.91 % | Жуліо Сезар      | Інтер           | 17.58 % | Кака         | Реал Мадрид | 16.35 % | Пату             | Мілан       | 4.99 %  | Графіте         | Вольфсбург  | 4.86 % |
| 2010 | Майкон           | Інтер     | 12.60 % | Ернанес          | Лаціо           | 10.76 % | Тіагу Сілва  | Мілан       | 9.56 %  | Нене             | ПСЖ         | 7.89 %  | Дані Алвес      | Барселона   | 7.11 % |
| 2011 | Тіагу Сілва      | Мілан     | 16.33 % | Дані Алвес       | Барселона       | 15.56 % | Халк         | Порту       | 14.41 % | Марсело          | Реал Мадрид | 6.49 %  | Ернанес         | Лаціо       | 6.39 % |
| 2012 | Тіагу Сілва      | ПСЖ       | 17.70 % | Рамірес          | Челсі           | 17.04 % | Вілліан      | Шахтар      | 10.19 % | Феліпе Мело      | Галатасарай | 7.02 %  | Давід Луїз      | Челсі       | 6.71 % |
| 2013 | Тіагу Сілва      | ПСЖ       | 24.19 % | Данте            | Баварія         | 14.63 % | Оскар        | Челсі       | 8.20 %  | Феліпе Мело      | Галатасарай | 6.67 %  | Давід Луїз      | Челсі       | 5.29 % |
| 2014 | Неймар           | Барселона | 29.20 % | Міранда          | Атлетіко Мадрид | 16.39 % | Феліпе Мело  | Галатасарай | 16.01 % | Вілліан          | Челсі       | 8.86 %  | Лукас           | ПСЖ         | 4.47 % |
| 2015 | Неймар           | Барселона | 37.87 % | Дуглас Коста     | Баварія         | 13.00 % | Феліпе Мело  | Інтер       | 9.39 %  | Філіппе Коутінью | Ліверпуль   | 7.19 %  | Вілліан         | Челсі       | 5.72 % |
| 2016 | Філіппе Коутінью | Ліверпуль | 32.13 % | Неймар           | Барселона       | 27.88 % | Каземіро     | Реал Мадрид | 13.35 % | Марсело          | Реал Мадрид | 6.81 %  | Роберто Фірміно | Ліверпуль   | 6.25 % |
| 2017 | Неймар           | ПСЖ       | 27.71 % | Філіппе Коутінью | Ліверпуль       | 16.64 % | Марсело      | Реал Мадрид | 14.43 % | Паулінью         | Барселона   | 13.64 % | Каземіро        | Реал Мадрид | 7.19 % |
| 2018 | Роберто Фірміно  | Ліверпуль | 21.79 % | Марсело          | Реал Мадрид     | 20.51 % | Неймар       | ПСЖ         | 18.67 % | Аліссон          | Ліверпуль   | 16.39 % | Тіагу Сілва     | ПСЖ         | 5.29 % |
| 2019 | Аліссон          | Ліверпуль | 35,54 % | Роберто Фірміно  | Ліверпуль       | 23,48 % | Тіагу Сілва  | ПСЖ         | 10,46 % | Фабінью          | Ліверпуль   | 8,03 %  | Неймар          | ПСЖ         | 7.57 % |